# R-Type Final 2
R-Type Final 2 est un jeu vidéo de tir horizontal développé par Granzella et édité par Irem Software Engineering. Le jeu est sorti en avril 2021 sur Microsoft Windows, PlayStation 4, Xbox One, Nintendo Switch et Xbox Series.
C'est la suite de R-Type Final, sorti en 2004, et le premier jeu de la série R-Type après plus de 16 ans d'attente.

## Développement
Le 1er avril 2019, Granzella a publié une bande-annonce pour R-Type Final 2,,. Plus tard dans la journée, la société a confirmé via Twitter que le futur jeu n'était pas un poisson d'avril et était en développement,.
Une campagne de financement participatif a été annoncée pour le mois de mai, et après avoir levé 98 863 825 yen, soit plus de 900 000 dollars, Granzella n'apprecie pas que KickStarter fixe une limite de temps au financement participatif. Il décide de faire une deuxième campagne supplémentaire  en octobre de la même année,. La campagne de financement participatif s'est terminée le 1er novembre 2019.
R-Type Final 2 est produit par Goro Matsuo et conçu par Kazuma Kujo,,. Kujo a précédemment travaillé sur R-Type Delta, R-Type Tactics et R-Type Final, ainsi que sur d'autres titres comme plusieurs jeux de la série Disaster Report.